# Paolo Diomajuta
Paolo Diomajuta (Aversa, 30 agosto 1946) è un giocatore di biliardo italiano.
Campano di nascita ma pescarese di adozione, è un giocatore della vecchia scuola;
insieme ai mostri sacri Gómez e Cifalà, riesce ancora ad esprimersi su ottimi livelli di gioco.
Sono numerosi i tornei vinti in carriera; tra i piazzamenti di spicco un secondo posto nella World Cup del 1994 e due terzi posti ai mondiali 5 birilli nel 1985 e 1998.
Anche suo figlio Carlo è un giocatore di biliardo.

## Palmarès
I principali risultati:
- 1975 Campione italiano 1ª categoria
- 1978 Campione italiano nazionali
- 1991 Campionato Europeo 5 Birilli
- 1997 Campione italiano masters